# Huan Jie
En aquest nom xinès, el cognom és Huan.
Huan Jie, nom d'estil Boxu (伯緒), va ser un funcionari públic durant la tardana Dinastia Han i el període dels Tres Regnes de la història xinesa.

## Biografia
Huan Jie era un nadiu de Changsha. Va servir sota els senyors de la guerra Sun Jian, Chang Xian, Liu Biao, i Cao Cao.
D'antuvi va servir a Sun Jian i va actuar com un enviat quan l'ostatge Huang Zu va ser intercanviat per retornar el cadàver de Sun Jian. Huan Jie més tard va ser convidat a servir sota Cao Cao, on es va convertir en el millor de Xiahou Shang en la cort de Cao. Huan Jie va ser un fort aliat de Meng Da. Huan Jie va ser crucial ajudant perquè Cao Pi es convertís en emperador.

## En la ficció
En la novel·la històrica de Luo Guanzhong el Romanç dels Tres Regnes, Huan i Hua Xin van pressionar a l'Emperador Xian de Han per abdicar en favor de Cao Pi recorrent a mesures extremes.

## Nomenaments i títols en possessió
- Filial i Incorrupte (孝廉) - candidat nominat per ser Cavaller Cadet (郎)
- Cavaller del Secretariat Imperial (尚書郎)
- Oficial Assistent del Libar (從事祭酒)
- Registrador en l'Oficina del Canceller (丞相掾主簿)
- Administrador de la Comandància Zhao (趙郡太守)
- Ràpid com els Generals Tigre de la Casa (虎賁中郎將)
- Membre del Seguici del Palau (侍中)
- Secretari Imperial Cap (尚書令)
- Marquès de Gaoxiang (高鄉亭侯)
- Marquès d'Anle (安樂鄉侯)
- Ministre de Cerimònies (太常)
- Marquès Zhen (貞侯) - concedit a títol pòstum